# 消風散
消風散（しょうふうさん）は、漢方薬の一つ。湿疹、蕁麻疹、水虫、あせも、アトピーなどの皮膚疾患に用いる。

## 構成生薬
- 荊芥
- ボウフウ
- 蒼朮[1]
- 木通
- 石膏
- 知母
- 苦参
- 地黄
- 当帰
- 牛蒡子
- 胡麻
- 蝉退
- 甘草